# Manuel Arellano
Manuel Arellano González (Elda, Alicante, 19 de junio de 1957) es un economista español. Junto con Stephen Bond, desarrolló el Estimador Arellano-Bond, un estimador GMM ampliamente utilizado para datos de panel. Este estimador se basa en el artículo anterior del supervisor de doctorado de Arellano, John Denis Sargan y Alok Bhargava (Bhargava y Sargan, 1983). RePEc lista el artículo sobre el estimador de Arellano-Bond como el artículo más citado en economía. Fue galardonado en 2012 con Premio Rey Jaime I de Economía y en 2020 con el Premio de Economía Rey de España.

## Biografía
Tras cursar estudios de primaria y bachillerato en la Academia Salleras y el Instituto Jaime Balmes de Barcelona, estudió Ciencias Económicas en la Universidad de Barcelona, y posteriormente hizo el doctorado en la London School of Economics, en 1985. Ha trabajado como profesor en la Universidad de Barcelona, en la London School of Economics y en el CEMFI, donde imparte econometría desde 1991.
Ha sido director de Review of Economic Studies entre 1998 y 2003. Actualmente es editor de Journal of Applied Econometrics. En 2003 fue presidente de la Spanish Economic Association y presidente de la Econometric Society en 2014.
Ha publicado artículos en la mayor parte de las principales revistas económicas, así como dos libros. En 1991 publicó un célebre artículo, "Some Tests of Specification for Panel Data: Monte Carlo Evidence and an Application to Employment Equations", junto a Stephen Bond, en Review of Economic Studies. En él proponían un estimador de variables instrumentales, usando el método de los momentos generalizado, que se ha convertido en un procedimiento estándar para la estimación de modelos de datos de panel, cuando se incluyen variables retardadas. Ha sido candidato al Nobel de Economía y en diciembre de 2018, la UE lo designó miembro del Consejo Europeo de Investigación.

## Publicaciones

### Libros
- Panel Data Econometrics, Oxford University Press: Advanced Texts in Econometrics, Oxford, 2003.
- Modelos Microeconométricos y Política Fiscal, Editor, Instituto de Estudios Fiscales, Madrid, 1994.

### Artículos
- Some Tests of Specification for Panel Data: Monte Carlo Evidence and an Application to Employment Equations, Review of Economic Studies, 58, 1991, 277-297 (with S. Bond).
- Panel Data Models: Some Recent Developments. Incluido en el libro: J. J. Heckman and E. Leamer (eds.): Handbook of Econometrics, Volumen 5, Capítulo 53, North-Holland, 2001, 3229-3296 (con B. Honoré).
- The Time Series and Cross-Section Asymptotics of Dynamic Panel Data Estimators, Econometrica, 71, 2003, 1121-1159 (with J. Álvarez)